# Midden-Duits voetbalkampioenschap 1920/21
In 1920/21 werd het negentiende voetbalkampioenschap gespeeld dat georganiseerd werd door de Midden-Duitse voetbalbond. Hallescher FC Wacker werd kampioen en plaatste zich voor de eindronde om de Duitse landstitel, waar de club in de eerste ronde de Breslauer Sportfreunde versloeg met 1-2. In de halve finale was 1. FC Nürnberg te sterk voor de club.

## Deelnemers aan de eindronde
| Club                        | Gekwalificeerd als            |
| --------------------------- | ----------------------------- |
| Preußen Magdeburg           | Kampioen van Elbe             |
| SV Sturm 1904 Chemnitz      | Kampioen van Midden-Saksen    |
| SpVgg 1899 Leipzig-Lindenau | Kampioen van Noordwest-Saksen |
| Fußballring Dresden         | Kampioen van Oost-Saksen      |
| Hallescher FC Wacker        | Kampioen van Saale            |
| Konkordia Plauen            | Kampioen van West-Saksen      |
| VfB 1907 Coburg             | Kampioen van Thüringen        |

## Eindstand
| Plaats | Club                        | Wed. | W | G | V | Saldo | Ptn. |
| ------ | --------------------------- | ---- | - | - | - | ----- | ---- |
| 1.     | Hallescher FC Wacker        | 6    | 4 | 2 | 0 | 13:5  | 10:2 |
| 2.     | SpVgg 1899 Leipzig-Lindenau | 6    | 4 | 1 | 1 | 24:7  | 9:3  |
| 3.     | Fußballring Dresden         | 6    | 3 | 3 | 0 | 14:5  | 9:3  |
| 4.     | VfB Coburg 1907             | 6    | 2 | 1 | 3 | 10:11 | 5:7  |
| 5.     | Sturm Chemnitz              | 6    | 1 | 2 | 3 | 4:14  | 4:8  |
| 6.     | Konkordia Plauen            | 6    | 1 | 1 | 4 | 11:16 | 3:9  |
| 7.     | Preußen Magdeburg           | 6    | 1 | 0 | 5 | 3:21  | 2:10 |

|  | Geplaatst voor nationale eindronde |